# Christophe Madihano
Christophe Madihano (né le 10 octobre 1995) est un photographe, auteur, réalisateur, producteur de cinéma et artiste digital congolais, orienté dans un style créatif afrofuturisme,. Il est l'un des fondateurs de Madi TV, une chaîne de télévision payante internationale de divertissement à Goma,,.

## Biographie

### Jeunesse et éducation
Christophe Madihano est né le 10 octobre 1995 à Goma au Zaïre. Passionné de la photographie depuis l’âge de 16 ans, il a fait des études universitaires en photographie au Kenya et puis en 2017 des études d’Animation 3D en Afrique du Sud.

### Carrière artistique
Christophe Madihano commence sa carrière en 2017 et attire l'attention internationale par son projet « Royaume kongo » grâce à l’implication de l’artiste congolais Mohombi qui a paru comme un des personnages-clés du Royaume kongo et le soutient artiste kino-parisien Gims,.
En 2020, Madihano se fait connaitre du grand public par son projet « les héros oubliés », une galerie montrant les Forces armées de la république démocratique du Congo (FARDC) en action sous la pluie et dans un environnement poussiéreux, soutenue par le gouvernement de la République démocratique du Congo,. 

## Œuvres

### Royaume Kongo
Pour les articles homonymes, voir Kongo.
Le Royaume Kongo est la première œuvre photographique de Christophe Madihano sorti en 2017, avec une thématique épique historique à l’origine d’un peuple réunissant aujourd’hui quatre pays (République du Congo, République démocratique du Congo, Gabon et l'Angola) dont leur identité directement dans le Royaume Kongo avant le 13ᵉ siècle.

### Les héros oubliés
Les Héros oubliés consiste en une vingtaine de photographies, effectuée par le photographe afrofuturiste congolais Christophe Madihano entre 2016 et 2019, avec une thématique présentant  des images majestueuses des forces armées de la République démocratique du Congo, dont l'ensemble des photographies décrit le trajet fictif sur la scène de guerre montrant  leur détermination, bravoure et dévouement pour la garde de l’intégrité territoriale du pays pendant la première et deuxième guerre du Congo,,,.
Christophe Madihano s’allie en collaboration avec la 34eme région militaire du Nord-Kivu par l’entremise du Service de Communication et d'Information des forces armées de la République démocratique du Congo, coordonné par le chef d'État-major adjoint des forces terrestres Ilunga Mpeko Edmont, pour réaliser ses photographies mettant en scène sept braves soldats volontaires au projet dont quatre hommes et trois femmes,,.
En mars 2022, Les Héros oubliés visant à réveiller un sens du patriotisme pour soutenir les forces armées a été exposé au Palais du Peuple (l'Assemblée nationale et le Sénat) à Kinshasa et à la Cité de l'Union africaine sous l'invitation de Félix Tshisekedi (président de la république démocratique du Congo et ex-présidents de l'Union africaine), dans le cadre de la campagne "Bendele Ekweya te" visant la sensibilisation de la population Congolaise à soutenir les forces armées et la police nationale congolaises à aller de l’avant pour vaincre complètement toutes les forces du mal dans l'Est de la République démocratique du Congo,,.

### Havila
Pour les autres significations, voir Havilah.
En 2021, Christophe Madihano dévoile son ouvrage Havila, une histoire décrivant un peuple majestueux et conservateur de pouvoir de la nature. Dans le livre, le peuple Havilien vivait en parfaite harmonie et était subdivisé en quatre clans identifiés selon leur responsabilité dans la possession, l'exploitation et la protection des pouvoirs des pierres ou des eaux. L'équilibre du peuple fut rompue par les onyxiens, et ainsi naquit une guerre qui sema le chaos jusqu’à la venue de Nimrod qui s’empara de tous les pouvoirs et régna sur toute la terre. Pendant ce temps, les kushites d'Axoum du fleuve Nil étaient renversés par le peuple de Mitsraim appelé égyptiens antiques qui règneront pendant 6000ans.

## Autre profession
Christophe Madihano est l'un des fondateurs de Madi TV, une chaîne de télévision privée internationale de divertissement familiale fondée en 2020 et basée à Goma, dans l’Est de la République démocratique du Congo,. Il est réalisateur, producteur de cinéma et artiste digital congolais, orienté dans un style créatif afrofuturisme,.